# Elle de Bernardini
Elle de Bernardini (Itaqui; 1991) é uma artista visual e bailarina brasileira, nascida em Itaqui no estado do Rio Grande do Sul. Considera-se uma pessoa de gênero indefinido. Estudou balé clássico na, Royal Academy of Dance em Londres.
Foi aluna dos mestres de Butoh, Yoshito Ohno e Tadashi Endo.